# Clinocera montana
Clinocera montana är en tvåvingeart som beskrevs av Vaillant 1973. Clinocera montana ingår i släktet Clinocera och familjen dansflugor. Inga underarter finns listade i Catalogue of Life.